# Gorron
Gorron é uma comuna francesa na região administrativa do País do Loire, no departamento de Mayenne. Estende-se por uma área de 14.32 km². Em 2010 a comuna tinha 2 604 habitantes (densidade: 181,8 hab./km²).